# Stay with Me (山姆·史密斯歌曲)
《Stay with Me》是英國歌手山姆·史密斯的歌曲，收錄於首張專輯寂寞時分。《Stay with Me》於第57屆葛萊美獎獲得年度製作以及年度歌曲兩項大獎。